# Kavunivka, Mîhailivka
Kavunivka (în ucraineană Кавунівка) este un sat în comuna Rozdol din raionul Mîhailivka, regiunea Zaporijjea, Ucraina.

## Demografie
Componența lingvistică a localității Kavunivka
     Ucraineană (93,33%)
     Rusă (6,67%)
Conform recensământului din 2001, majoritatea populației localității Kavunivka era vorbitoare de ucraineană (93,33%), existând în minoritate și vorbitori de rusă (6,67%).